# 白水半次郎
白水 半次郎（しろうず はんじろう、1899年6月17日 - 1991年8月13日）は、日本の実業家。

## 経歴・人物
福岡市に生まれる。福岡県立中学修猷館、旧制山口高等学校を経て、1925年九州帝国大学工学部電気科を卒業した。
1925年阪神急行電鉄（現・阪急電鉄、企業としては阪急阪神ホールディングス）に入社。
電気部長、取締役（1951年11月）、取締役常務（1956年12月）、取締役専務（1959年11月）を経て、1969年5月副社長に就任する。1953年に阪急バス社長も兼任している。
1971年11月、同副社長を辞任し北大阪急行電鉄社長に就任。1974年エフエム大阪社長を兼任する。宝塚歌劇団評議員も務めている。